# Alfa Edel Pils
Alfa Edel Pils is een Nederlands pilsbier, gebrouwen bij de Alfa Bierbrouwerij in Thull.
Het is een lichtblond bier met een alcoholpercentage van 5,0%.
Net als elk bier van Alfa, wordt ook Alfa Edel Pils gebrouwen met bronwater. Elke fles is genummerd met een uniek nummer.

## Andere namen
Vroeger werd Alfa Edel Pils gebrouwen onder de naam Meen's Pilsener.
Voor de export van Alfa werden de volgende namen gebruikt:
- Alfa Fresh Holland Beer
- Alfa Premium Holland Beer
- Alfa Royal Lager
- Joseph Meens' Holland Premium Beer

## Onderscheidingen
- Op 23 september 1992 werd Alfa Edel Pils in Amsterdam onderscheiden met een gouden medaille plus oorkonde (31e Sélection Mondiale de la Bière).[1]
- In 2015 werd Alfa Edel Pils tijdens de Dutch Beer Challenge bekroond met een zilveren medaille.
- In het jaar 2018 heeft ALFA Edel Pils veel prijzen weten te bemachtigen. Onder andere brons tijdens de Dutch Beer Challenge, twee keer zilver tijdens Londen Beer Competition en U.S.A. Beer Rating en goud op de World Beer Awards. Op de Dutch Beer Challenge 2018 viel Alfa Edel Pils in de prijzen met Zilver uit een inzending van 400 bieren. Daarbij won Alfa Edel Pils nog een keer Brons in 2018 op de Brussels Beer Challenge.
- In 2019 is Alfa Edel Pils door de World Beer Awards bekroond met een Gouden medaille.
- In 2020 is tijdens de London Beer Competition Alfa Edel Pils voor het tweede jaar op rij in de prijzen gevallen. Binnen de categorie International Lager heeft Alfa Edel Pils de hoogste score behaald. Daarmee mag Alfa Edel Pils zich bekronen in 2020 tot “Beste pils ter wereld”.